# Křenovice (Přerov)
Křenovice é uma comuna checa localizada na região de Olomouc, distrito de Přerov.